# Epirhyssa pertenuis
Epirhyssa pertenuis là một loài tò vò trong họ Ichneumonidae.